# Arkadiusz (imię)

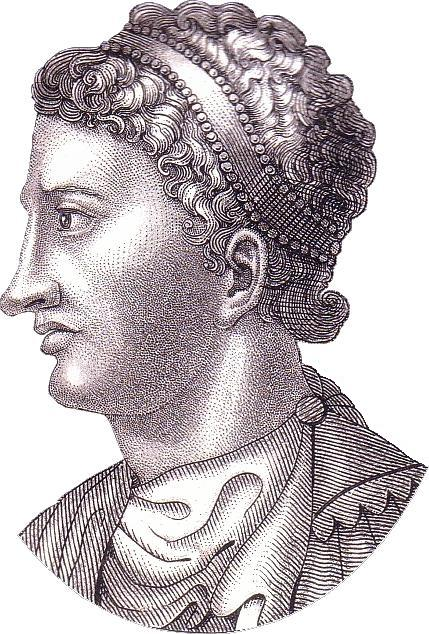
Flawiusz Arkadiusz (377/78-408) cesarz wschodniorzymski

Arkadiusz – imię męskie pochodzenia greckiego. Wywodzi się od słowa Αρκαδικóς (Arkadikós) oznaczającego „pochodzący z Arkadii”.
Forma oboczna: Arkady
Odpowiednik żeński: Arkadia.
Odpowiedniki w innych językach:
- łacina – Arcadius
- język angielski – Arcadius
- język niemiecki – Arkadius
- język francuski – Arcadius/Arcade
- język włoski – Arcadio
- język hiszpański – Arcadio
- ros. Аркадий[1]/Arkadij
- język białoruski – Аркадзь/Arkadź (też Аркадыўш/Arkadyusz)
- język węgierski – Arkád, Árkád (starsza wersja Árkos)
- język czeski – Arkád
- język rumuński – Arcadie
- język ukraiński – Arkadij (ukr. Аркадій)

Arkadiusz imieniny obchodzi 12 stycznia, 26 stycznia, 4 marca, 5 października, 13 listopada.

## Znane osoby noszące imię Arkadiusz

### Święci
- Arkadiusz z Mauretanii, męczennik (†305).
- Arkadiusz, biskup Bourges.
- Arkadiusz z Salamanki, męczennik (†457).
- Arkadiusz z Konstantynopola, mnich i męczennik.
- Arkadiusz z Cypru, biskup i męczennik.

### Inne osoby
- Arkadiusz – cesarz wschodniorzymski
- Arkadiusz Trochanowski – biskup
- Arkadiusz Bazak – aktor
- Arkadiusz Iwaniak – polityk
- Arkadiusz Jakubik – aktor
- Arkadiusz Janiczek – aktor
- Arkadiusz Głowacki – piłkarz
- Arkadiusz Gołaś – siatkarz
- Arkadiusz Klimek – piłkarz
- Arkadiusz Lechowicz – lekkoatleta
- Arkadiusz Lisiecki – biskup
- Arkadiusz Litwiński – polityk
- Arkadiusz Malarz – piłkarz
- Arkadiusz Milik – piłkarz
- Arkadiusz Moryto – szczypiornista
- Arkadiusz Mularczyk – polityk PiS
- Arkadiusz Nowak – ksiądz
- Arkadiusz Okroj – biskup
- Arkadiusz Onyszko – piłkarz
- Arkadiusz Pawełek – podróżnik
- Arkadiusz Piekara – fizyk
- Arkadiusz Smoleński – aktor
- Arkadiusz Surażyński – naukowiec
- Arkadiusz Skrzypaszek – pięcioboista
- Arkadiusz Waloch – malarz
- Arkadiusz Żaczek – judoka